# محله هوایی ایست گوره اکو
محله هوایی ایست گوره اکو (به انگلیسی: East Gore Eco Airpark) یک فرودگاه خصوصی است که یک باند فرود چمن دارد. این فرودگاه در کشور ایالات متحده آمریکا قرار دارد و در ارتفاع ۱۸۷ متری از سطح دریا واقع شده است.